# مسجد قزاقلار (أذربيجان)
مسجد قزاقلار (بالأذرية: Qazaxlar məscidi، بالإنجليزية: Gazakhlar Mosque، بالفارسية: مسجد قزاق‌لار) هو معلم تاريخي ومعماري يعود تاريخه إلى القرن التاسع عشر، يقع في مدينة كنجه (أذربيجان).

## التاريخ
تم بناء المسجد في عامي 1801-1802 من قبل القبائل التي وصلت إلى كنجه من منطقة قزاق. تم بناء مسجد قزاقلار بناءً على مخطط مسجد الجمعة. لم يعرف من هو مهندس المسجد بالتحديد.
بعد تأسيس الاتحاد السوفيتي في أذربيجان في 1920، بدأ صراع البلاشفة ضد الدين. كما هو الحال مع العديد من المؤسسات الدينية الأخرى، توقف مسجد قزاقلار عن العمل وتم استخدامه كمستودع ومدرسة ولأغراض أخرى.[بحاجة لمصدر]
بموجب قرار اتخذه مجلس وزراء جمهورية أذربيجان برقم 132 في 2 أغسطس 2001، تم إدراج مسجد قزاقلار في قائمة المعالم التاريخية والثقافية غير المنقولة ذات الأهمية المحلية.
في 2014 اندلع حريق في المسجد، مما أدى إلى احتراق جزء من السقف. في 2018م، تم إجراء أعمال ترميم في المسجد. في الوقت الحالي، يتم استخدام هذا المعلم التاريخي والمعماري كمسجد.